# 森永宏造
森永 宏造（もりなが こうぞう、1934年10月24日 - ）は、元競輪選手。現役時代は日本競輪選手会佐賀支部に所属。選手登録番号5700。日本競輪学校（当時。以下、競輪学校）第1期生。

## 来歴
1951年、競輪学校に1期生として入学。同期に鈴木保巳らがいる。
1951年9月6日、京王閣競輪場でデビューし2着。
1952年3月、高松競輪場で行われた第2回全国都道府県選抜競輪・3000m競走を満17歳のときに制覇した。特別競輪（現在のGIに相当）史上最年少優勝記録であり、現在は日本競輪選手養成所の受験資格として試験日において満17歳以上（競輪選手としてデビューしても19歳）が定められていることから、この記録は養成所の入所試験において受験年齢の引き下げがない限り今後破られることはない。
1991年12月25日、選手登録削除。通算戦績3502戦463勝。

## 主な獲得タイトルと記録
- 1952年 - 全国都道府県選抜競輪 3000m競走（高松競輪場）
- 最年少特別競輪優勝（17歳）